# Canillas de Abajo

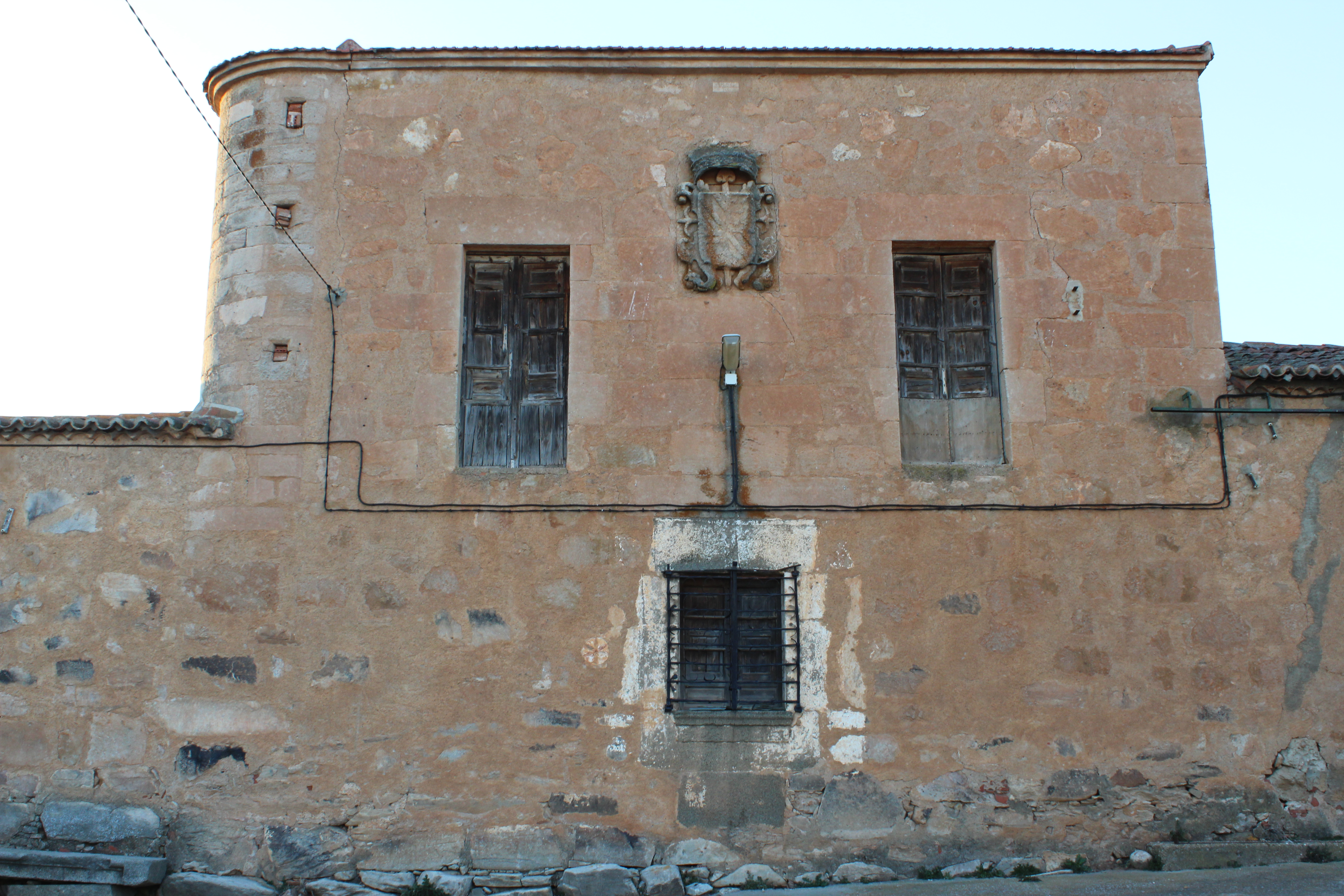
Palacio del marqués de Canillas

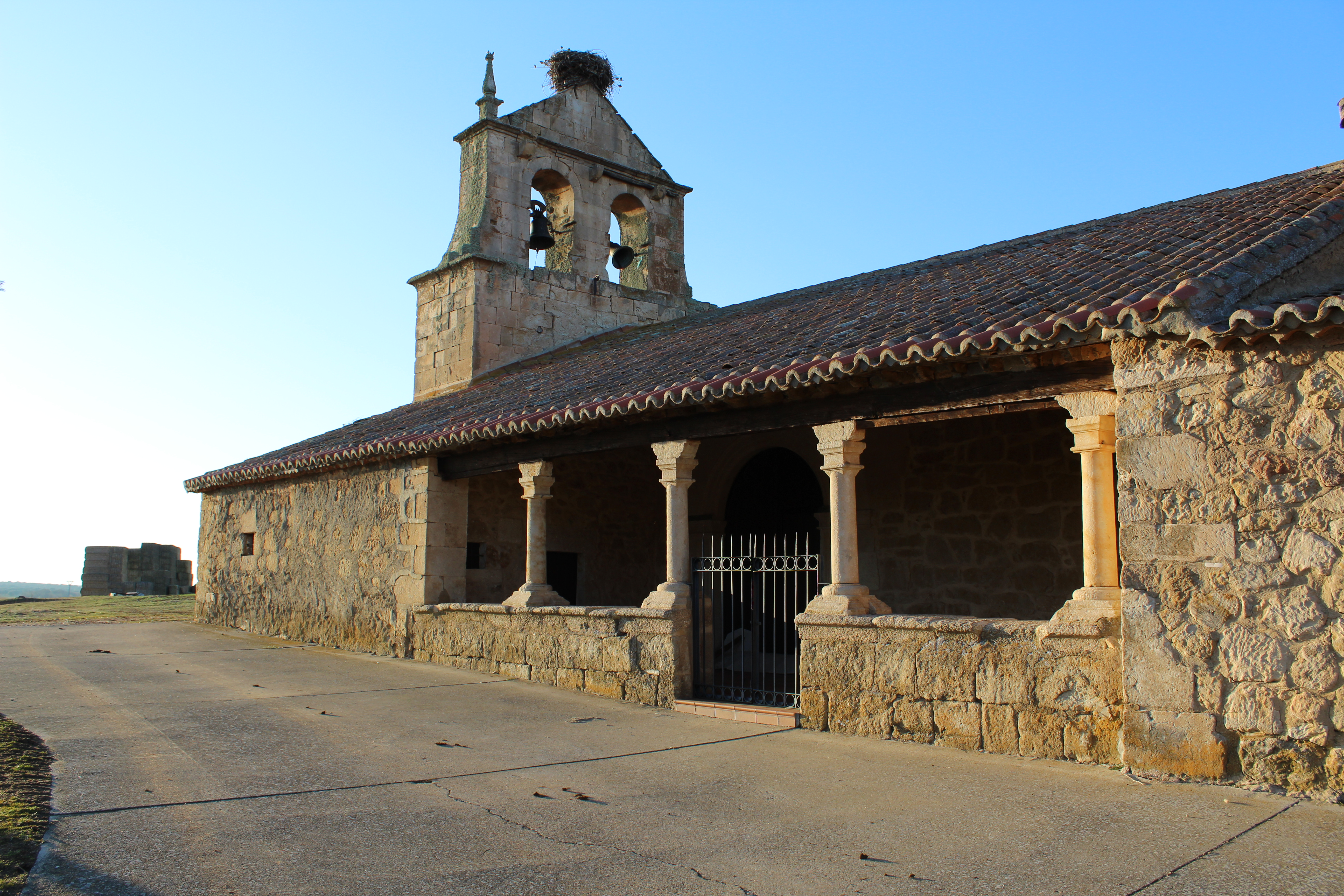
Iglesia parroquial

Canillas de Abajo es un municipio y localidad española de la provincia de Salamanca, en la comunidad autónoma de Castilla y León. Se integra dentro de la comarca del Campo de Salamanca (Campo Charro). Pertenece al partido judicial de Salamanca.
Su término municipal está formado por las localidades de Canillas de Abajo, Canillejas, Navas de Quejigal, Quejigal y Sagos, ocupa una superficie total de 38,78 km² y según los datos demográficos recogidos por el INE en el año 2017, cuenta con una población de 78 habitantes.

## Geografía
Integrado en la comarca de Campo de Salamanca, se sitúa a 27 kilómetros de la capital provincial. El término municipal está atravesado por la Autovía de Castilla (A-62) entre los pK 266 y 268 y por carreteras locales que comunican con Calzada de Don Diego y con La Mata de Ledesma. El relieve del municipio es predominantemente llano, oscilando las altitudes entre los 840 y los 810 metros. Destacan los cerros Monte Gordo (830 metros) y Alto Camino (836 metros). El llamado río Seco pasas cerca del pueblo, que se alza a 814 metros sobre el nivel del mar.  
| Noroeste: Tabera de Abajo  | Norte: La Mata de Ledesma y Rollán           | Noreste: Rollán               |
| Oeste: Tabera de Abajo     |                                              | Este: Barbadillo              |
| Suroeste: Robliza de Cojos | Sur: Robliza de Cojos y Calzada de Don Diego | Sureste: Calzada de Don Diego |

## Historia
Su fundación se remonta a la repoblación efectuada por los reyes de León en la Edad Media, quedando integrada la localidad en el cuarto de Baños de la jurisdicción de Salamanca, dentro del Reino de León, denominándose entonces Caniellas de Pero Nunno. En cuanto a las pedanías del municipio en el siglo XIII ya existían las actuales, también en el cuarto de Baños, aunque con las siguientes denominaciones: Quexigal (Quejigal), Las Navas (Navas de Quejigal) y Sabugo (Sagos). Con la creación de las actuales provincias en 1833, Canillas de Abajo quedó encuadrado en la provincia de Salamanca, dentro de la Región Leonesa.

## Demografía
Cuenta con una población de 70 habitantes (INE 2024).
| Gráfica de evolución demográfica de Canillas de Abajo entre 1842 y 2021 |
| |
| Población de derecho según los censos de población del INE Población de hecho según los censos de población del INEEntre el censo de 1857 y el anterior, crece el término del municipio porque incorpora a 375031 (Navas de Quejigal) y 375035 (Quejigal) |

### Núcleos de población
El municipio se divide en varios núcleos de población, que poseían la siguiente población en 2016 según el INE.
| Núcleo de población | Población |
| ------------------- | --------- |
| Canillas de Abajo   | 54        |
| Quejigal            | 20        |
| Sagos               | 1         |
| Navas de Quejigal   | 1         |
| Canillejas          | 1         |

## Administración y política
| Partido político                              | 2023     | 2023  | 2023       | 2019  | 2019  | 2019       | 2015  | 2015  | 2015       | 2011  | 2011  | 2011       | 2007  | 2007  | 2007       | 2003  | 2003  | 2003       |
| Partido político                              | %        | Votos | Concejalas | %     | Votos | Concejales | %     | Votos | Concejales | %     | Votos | Concejales | %     | Votos | Concejales | %     | Votos | Concejales |
| Partido Socialista Obrero Español (PSOE)      | No disp. | 30    | 2          | 21,62 | 16    | 1          | 40,38 | 21    | 1          | 55,00 | 33    | 2          | 33,75 | 27    | 2          | 56,00 | 42    | 4          |
| Vox                                           | No disp. | 18    | 1          | —     | —     | —          | —     | —     | —          | —     | —     | —          | —     | —     | —          | —     | —     | —          |
| Partido Popular (PP)                          | No disp. | 11    | 0          | 68,92 | 51    | 2          | 55,77 | 29    | 2          | 43,33 | 26    | 1          | 65,00 | 52    | 3          | 28,00 | 21    | 1          |
| Unidad Regionalista de Castilla y León (URCL) | —        | —     | —          | —     | —     | —          | —     | —     | —          | —     | —     | —          | —     | —     | —          | 9,33  | 7     | 0          |

## Patrimonio
- Iglesia parroquial de San Vicente Mártir
- Palacio del marqués de Canillas